# Yucca glauca
Yucca glauca är en sparrisväxtart som beskrevs av Thomas Nuttall. Yucca glauca ingår i släktet palmliljor, och familjen sparrisväxter. Inga underarter finns listade i Catalogue of Life.

## Bildgalleri

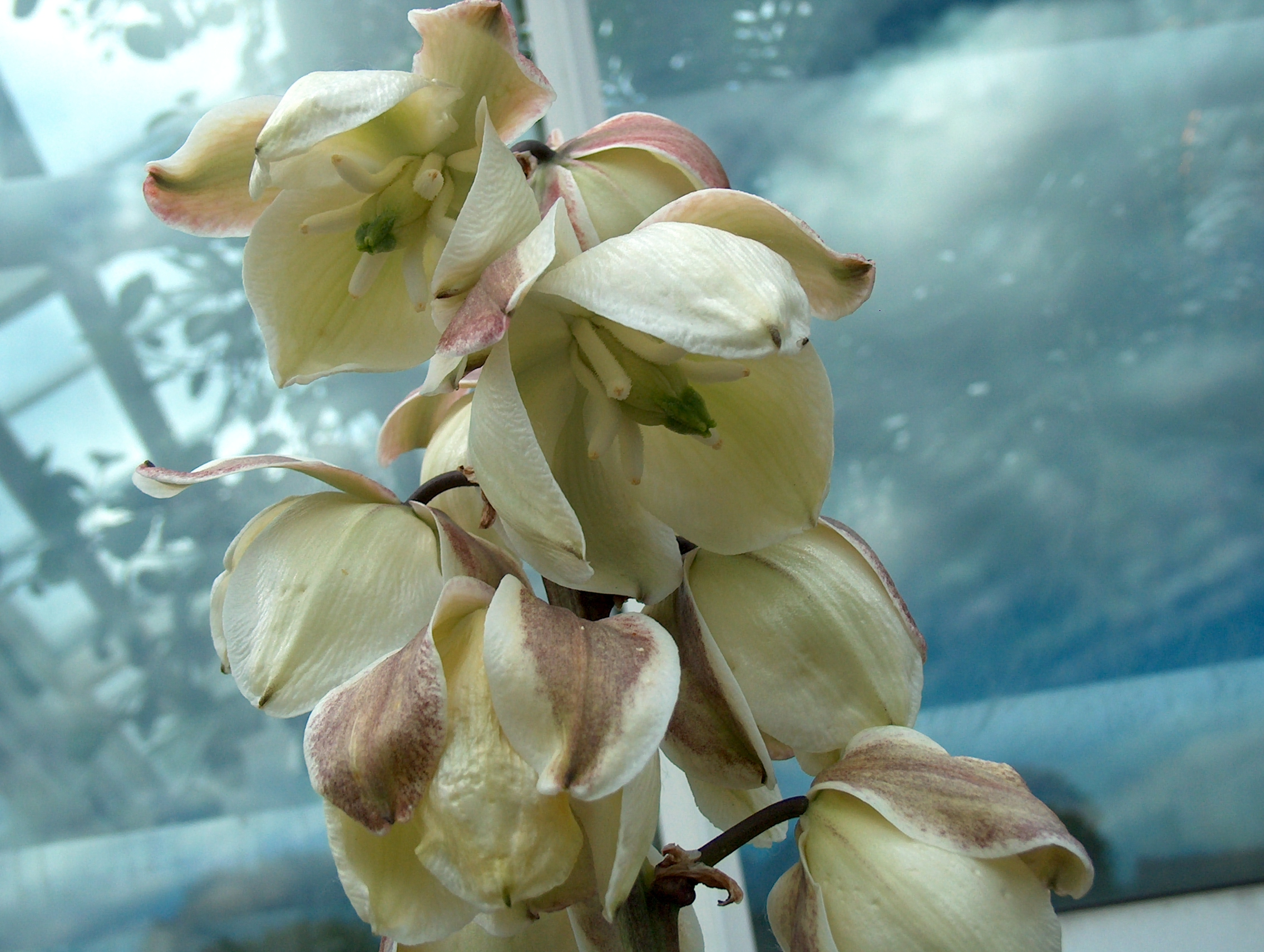
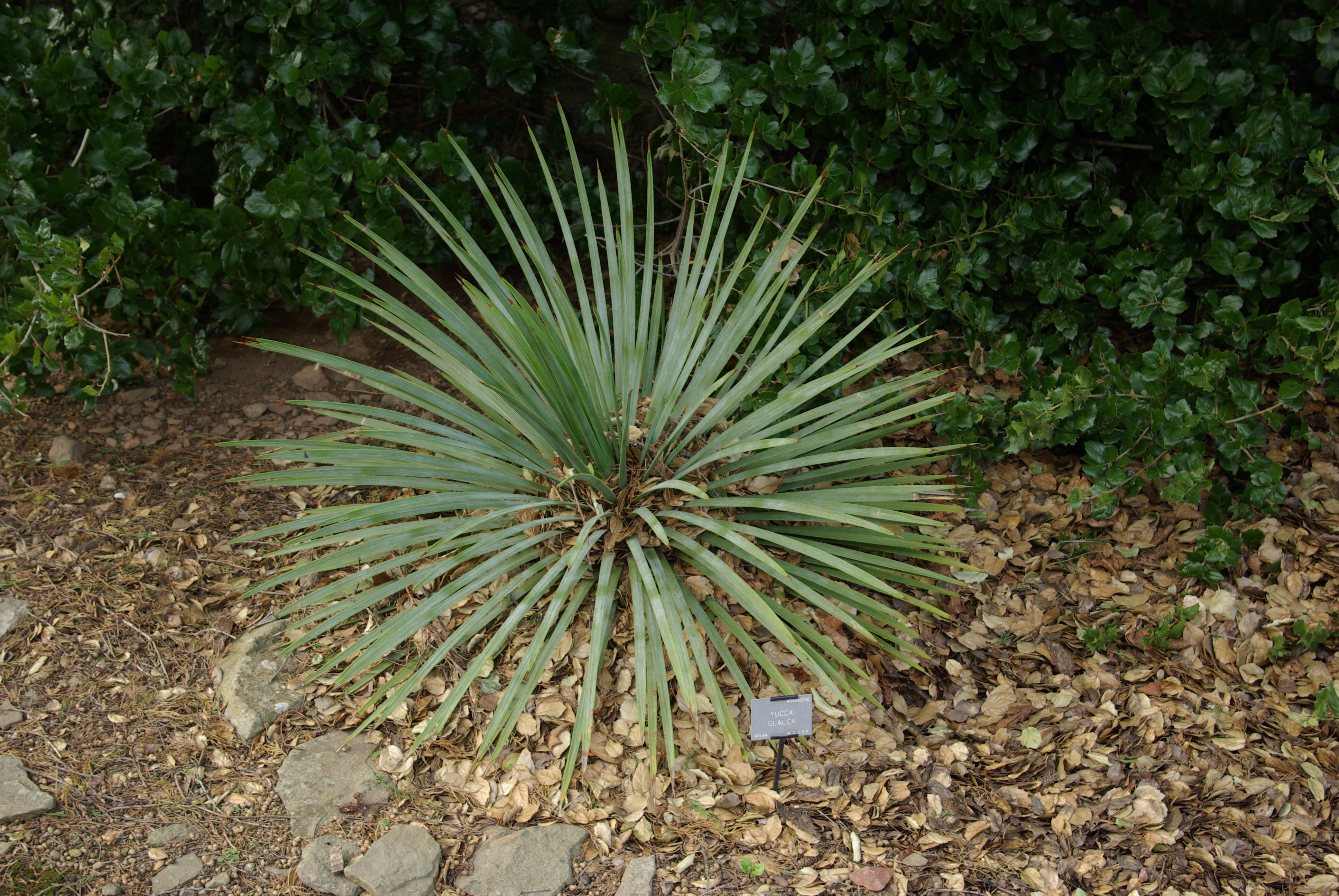
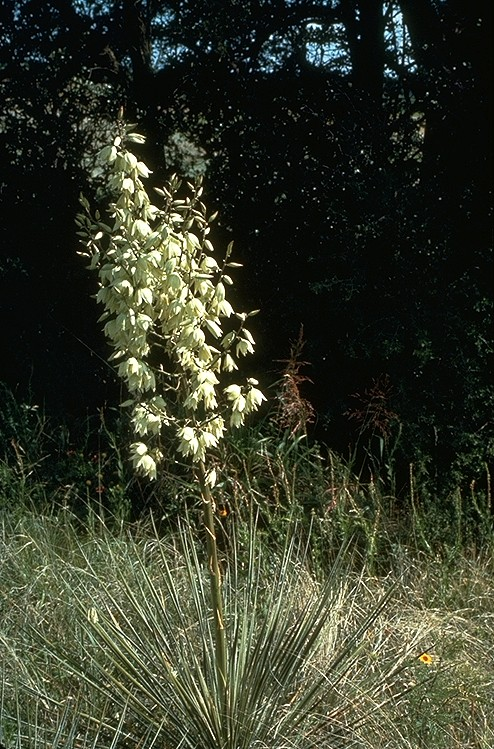
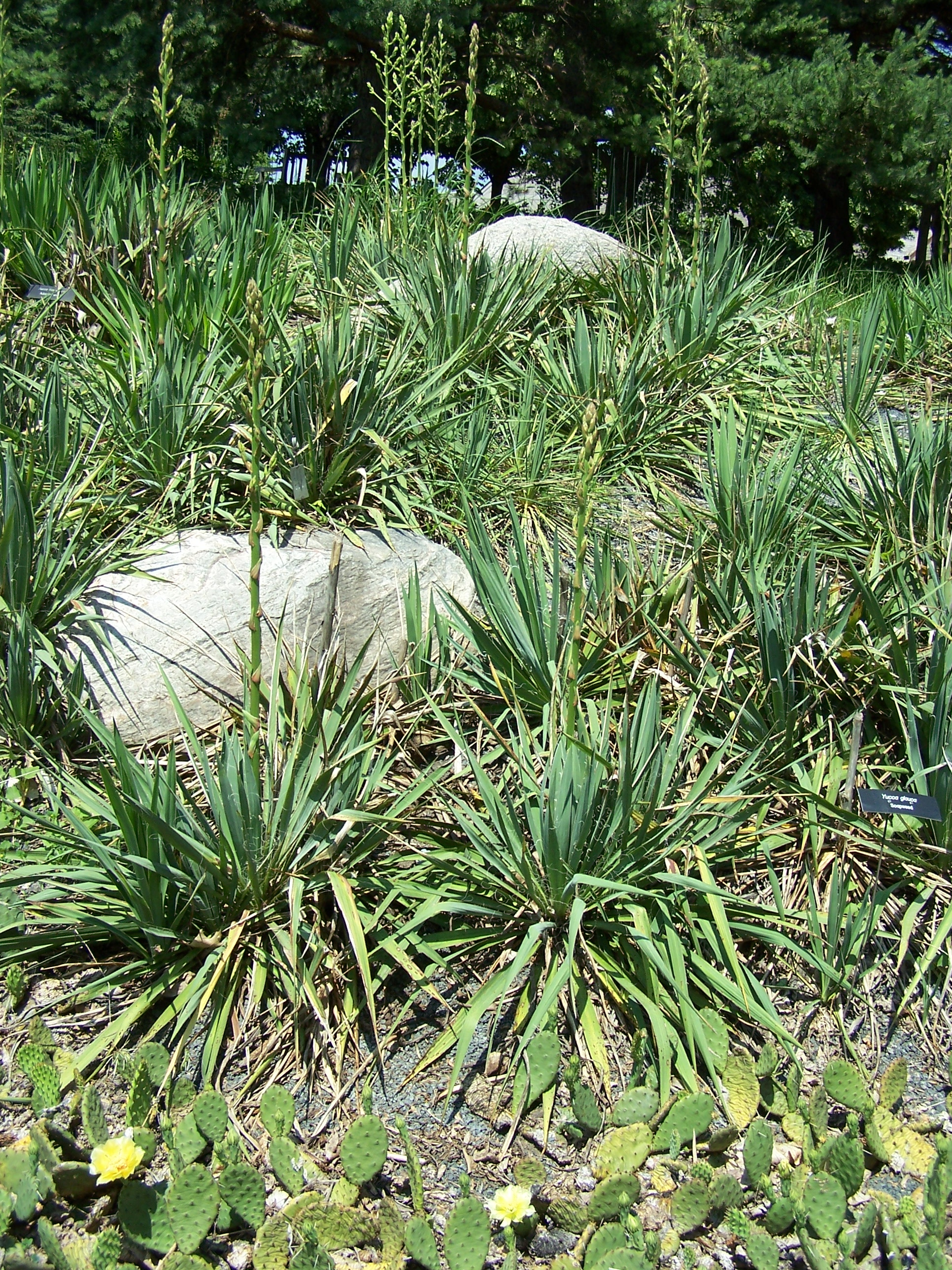
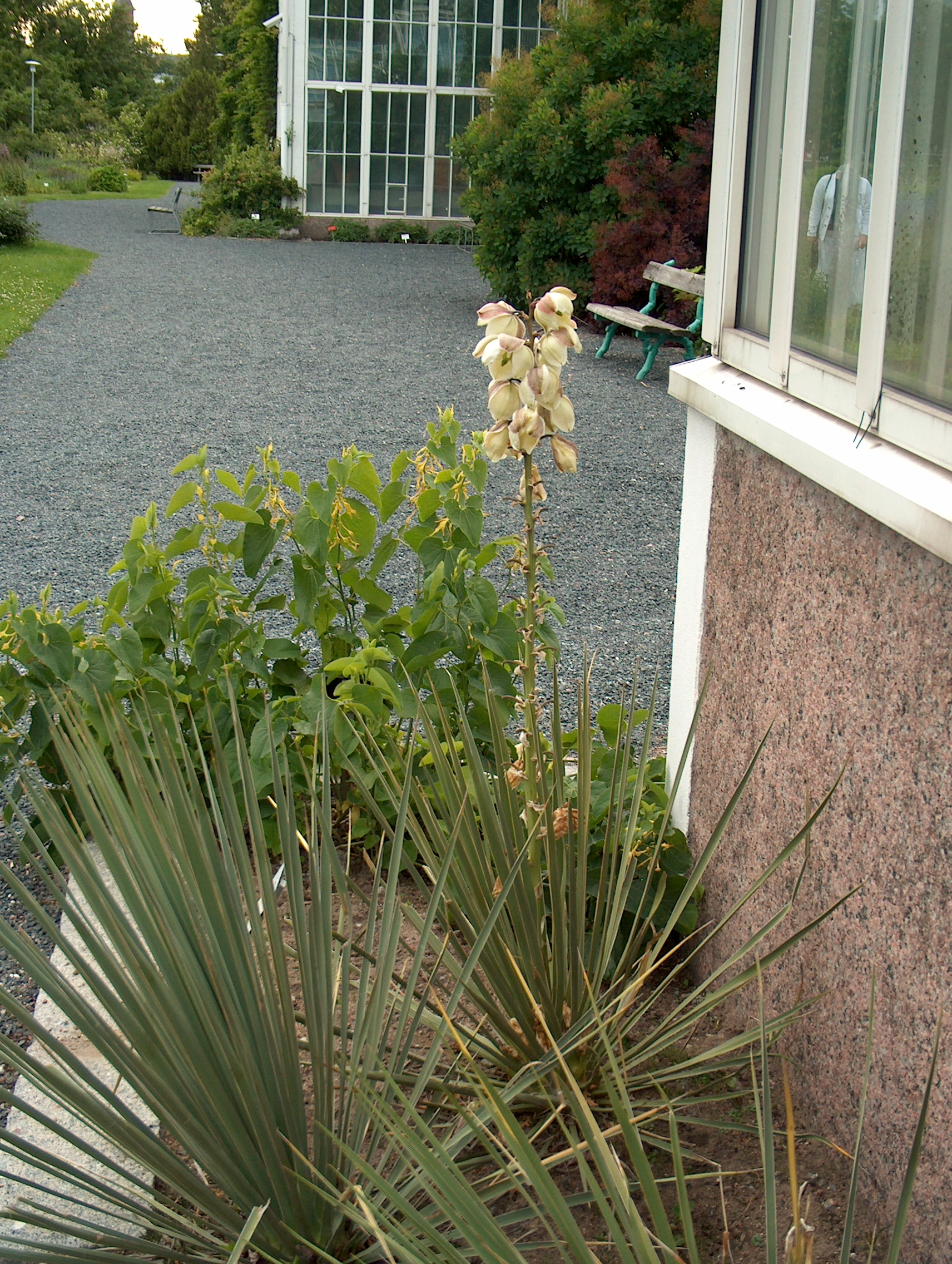
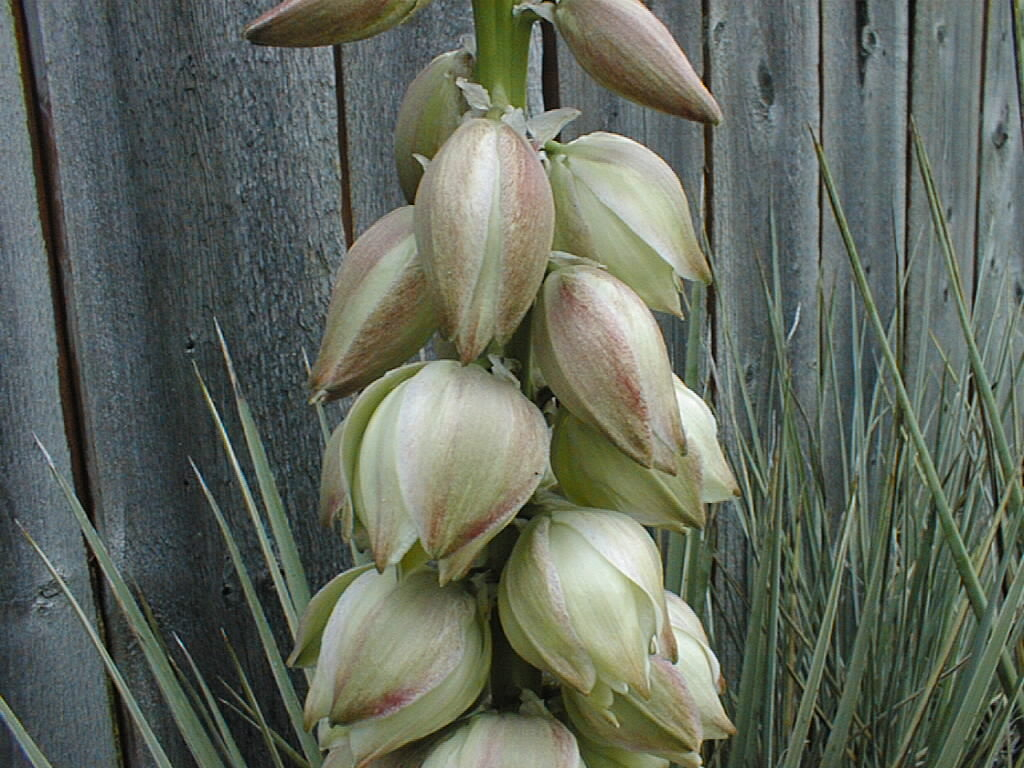